# Guo Xiaolu
Dans ce nom chinois, le nom de famille, Guo, précède le nom personnel Xialolu.

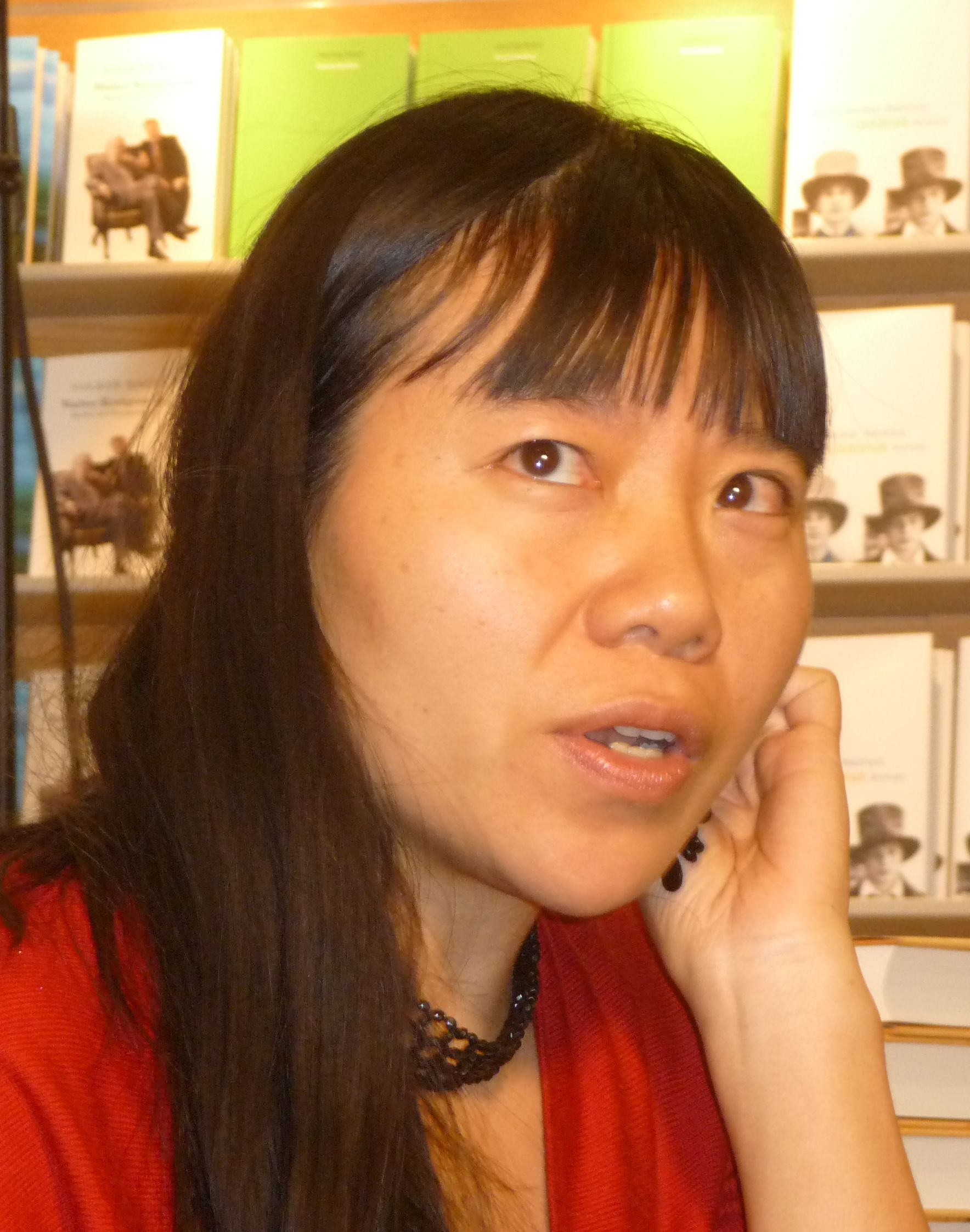
Guo Xiaolu à Francfort en 2007

Guo Xiaolu (郭小橹), née en 1973, est une romancière et réalisatrice chinoise établie au Royaume-Uni.

## Biographie
Guo Xialu grandit avec ses grands-parents dans un village de pêcheurs, puis avec ses parents et son frère dans la ville de Wenling, dans la province côtière du Zhejiang. Son père est un peintre de paysages traditionnels à l'encre et sa mère est garde rouge pendant la Révolution culturelle. Elle publie son premier recueil de poésie à l'adolescence alors qu'elle étudie la peinture à l'encre.
En 1993, elle quitte sa province pour faire des études à l'Académie de cinéma de Pékin (dans la même classe que Jia Zhangke). En 2002, elle s'installe à Londres pour étudier la réalisation de documentaires à National Film and Television School (École nationale de cinéma et de télévision). Elle a vécu également à Paris, Zurich et Berlin.
Elle participe au festival du film de Sundance en 2007 et reçoit le Léopard d'or du Festival de Locarno en 2009 pour son film Une Chinoise.

## Publications
Romans
- (en) A Lover's Discourse, 2020.
- (en) I am China 2014.
- (en) UFO in Her Eyes, 2009.
- Vingt Fragments d'une jeunesse vorace, trad. Karine Lalechère, Buchet Chastel, 2009 (Twenty Fragments of a Ravenous Youth, 2008)
- Petit Dictionnaire chinois-anglais pour amants, trad. Karine Lalechère, Buchet Chastel, 2008 (A Concise Chinese-English Dictionary For Lovers, 2007)
- La Ville de pierre, trad. Claude Payen, Picquier, 2004 (Wo xin zhong de shi tou zhen, 2003)
- (zh) Fen Fang de 37.2, 2000
- (zh) Wo ma ma de nan peng you shi shui ?, 1999 (Who is my mother's boyfriend?, scénarios)

Nouvelles
- (en) Lovers in the Age of Indifference, 2010.

Autobiographie
- (en) Once Upon A Time in the East: A Story of Growing up, 2017.

Essais
- (en) Notes on my movie theory (2002)
- (en) Movie Map (2001)
- (en) Flying in my dreams (2000)

- (en) A Soul In Sakhalin (2009), publié initialement sur BBC 3, The Essay
- (en) Further Notes Towards A Metaphysical Cinema Manifesto (2010)
- (en) Notes Towards A Metaphysical Cinema Manifesto (2010)
- (en) Beyond Dissidence (2012), publié initialement dans The Independent
- (en) Coolies (2013), 14-18 Now[1]
- (en) Memories of An Island (2014) Dark Mountain, Issue 7
- (en) The Vital Ingredient (2014), publié initialement dans The Ecomonist[2]
- (en) Reading Howl in China (2014), publié initialement dans Aeon Magazine[3]
- (en) Waiting for the Second Renaissance (2014)
- (en) The Ying and Yang of Heidi  (2016), Viceversa Literatur[4]
- (en) My Writing Day (2016), The Guardian[5]
- (en) Fishermen Always Eat Fish Eyes First (2017), Freeman's #3: Home[6]
- (en) On Self-Translation (2023)[7],[8]

## Filmographie
Réalisatrice
- 2003 : Far and Near
- 2004 : The Concrete Revolution
- 2006 : How is Your Fish today ?
- 2009 : Une Chinoise (She, A Chinese)
- 2011 : Un ovni dans les yeux (Ufo In Her Eyes)